# Qualificazioni ai Giochi della XXVII Olimpiade (CONCACAF)
Di seguito sono elencati gli incontri con relativo risultato della zona nord/centro americana (CONCACAF) per le qualificazioni a Sydney 2000.

## Formula
La formula prevedeva quattro turni eliminatori: un turno preliminare, due fasi a gironi e un turno ad eliminazione diretta.
Nel turno preliminare le squadre vennero divise per regione geografica: le qualificazioni vennero affrontate nel Nord e Centro America e nei Caraibi.
Il sottogruppo del Nord e Centro America prevedeva un unico turno eliminatorio; partecipavano 6 squadre che vennero divise in 3 spareggi A/R. Le vincitrici partecipavano al primo turno.
Il sottogruppo dei Caraibi prevedeva due turni eliminatori.
Al primo turno eliminatorio partecipavano 14 squadre che vennero divise in 7 spareggi A/R. Le vincitrici accedevano al secondo turno eliminatorio.
Al secondo turno eliminatorio partecipavano 8 squadre (le 7 squadre che avevano passato il primo turno eliminatorio più la Giamaica che era di diritto qualificata al secondo turno eliminatorio), erano previsti 4 spareggi A/R; le vincitrici degli spareggi partecipavano al primo turno.
In caso di pareggio, il passago del turno era affidato alla regola dei gol fuori casa; questo era valido per qualsiasi partita del turno preliminare.
Al primo turno partecipavano 11 squadre (le 7 squadre che avevano passato il primo turno più Bermuda, Canada, Costa Rica e Messico che erano di diritto qualificate al primo turno). Le squadre vennero divise in tre gironi dove si disputarono incontri di sola andata, il gruppo A e il gruppo B erano composti da 4 squadre mentre il gruppo C era composto da 3 squadre. Passavano il turno le vincitrici dei gironi e le due migliori seconde.
Il gruppo A venne giocato interamente nella città di Port of Spain (Trinidad e Tobago), il gruppo B venne giocato interamente nella città di Guadalajara (Messico) mentre il gruppo C venne giocato interamente nella città di Panama (Panama).
Al secondo turno partecipavano 6 squadre (le 5 squadre che avevano passato il primo turno più gli Stati Uniti che erano di diritto qualificati al secondo turno). Le squadre vennero divise in due gironi composti da 3 squadre (denominati D ed E) dove si disputarono incontri di sola andata. Le prime due classificate di ogni girone passavano il turno accedendo alle semifinali.
Nelle semifinali si disputarono incontri di sola andata; la prima semifinale si disputò tra la prima classificata del gruppo D e la seconda classificata del gruppo E, mentre la seconda semifinale si disputò tra la prima classificata del gruppo E e la seconda classificata del gruppo D.
Le semifinaliste vincitrici disputarono una finale per il primo posto mentre le semifinaliste perdenti disputarono una finale per il terzo posto.
Il secondo turno, le semifinali e le due finali vennero interamente disputati nella città di Hershey (Stati Uniti d'America).
Si qualificavano all'Olimpiade le prime due classificate.

## Risultati

### Turno preliminare

#### Nord e Centro America
| 5 settembre 1999 | El Salvador | 1 – 2 | Panama |  |

| 12 settembre 1999 | Panama | 1 – 1 | El Salvador |  |

| 5 settembre 1999 | Nicaragua | 0 – 6 | Honduras |  |

| 12 settembre 1999 | Honduras | 4 – 2 | Nicaragua |  |

| 12 settembre 1999 | Belize | 1 – 3 | Guatemala |  |

| 19 settembre 1999 | Guatemala | 6 – 1 | Belize |  |

Si qualificano al primo turno Guatemala (9-2), Honduras (10-2) e Panama (3-2).

#### Caraibi

##### Primo turno eliminatorio
| 27 gennaio 1999 | Saint Vincent e Grenadine | 1 – 5 | Trinidad e Tobago |  |

| 28 febbraio 1999 | Trinidad e Tobago | 4 – 0 | Saint Vincent e Grenadine |  |

| 21 marzo 1999 | Saint Lucia | 2 – 1 | Barbados |  |

| 13 aprile 1999 | Barbados | 4 – 1 | Saint Lucia |  |

| 4 luglio 1999 | Dominica | 1 – 1 | Saint Kitts e Nevis |  |

| 18 luglio 1999 | Saint Kitts e Nevis | 2 – 0 | Dominica |  |

| 15 agosto 1999 | Guyana | 4 – 1 | Suriname |  |

| 29 agosto 1999 | Suriname | 3 – 4 | Guyana |  |

| 25 luglio 1999 | Aruba | 0 – 6 | Antille Olandesi |  |

| 15 agosto 1999 | Antille Olandesi | 7 – 1 | Aruba |  |

| 22 agosto 1999 | Haiti | 3 – 2 | Rep. Dominicana |  |

| 5 settembre 1999 | Rep. Dominicana | 1 – 0 | Haiti |  |

|  | Cuba | – | Bahamas |  |

|  | Bahamas | – | Cuba |  |

Passano il turno Antille Olandesi (13-1), Barbados (5-3), Cuba (ritiro delle Bahamas), Guyana (8-4), Rep. Dominicana (3-3, passa il turno per la regola dei gol fuori casa), Saint Kitts e Nevis (3-1), Trinidad e Tobago (9-1).

##### Secondo turno eliminatorio
| 19 settembre 1999 | Saint Kitts e Nevis | 1 – 3 | Giamaica |  |

| 26 settembre 1999 | Giamaica | 2 – 1 | Saint Kitts e Nevis |  |

| 19 settembre 1999 | Guyana | 1 – 1 | Antille Olandesi |  |

| 26 settembre 1999 | Antille Olandesi | 0 – 0 | Guyana |  |

| 19 settembre 1999 | Rep. Dominicana | 0 – 4 | Cuba |  |

| 24 ottobre 1999 | Cuba | 4 – 0 | Rep. Dominicana |  |

| 3 ottobre 1999 | Trinidad e Tobago | 4 – 1 | Barbados |  |

| 17 ottobre 1999 | Barbados | 2 – 2 | Trinidad e Tobago |  |

Si qualificano al primo turno Antille Olandesi (1-1, passano il turno per la regola dei gol fuori casa), Cuba (8-0), Giamaica (5-2), Trinidad e Tobago (6-3).

### Primo turno

#### Gruppo A
| Squadra           | P.ti | G | V | N | P | GF | GS | DR  |
| ----------------- | ---- | - | - | - | - | -- | -- | --- |
| Canada            | 7    | 3 | 2 | 1 | 0 | 3  | 0  | +3  |
| Guatemala         | 5    | 3 | 1 | 2 | 0 | 9  | 1  | +8  |
| Trinidad e Tobago | 4    | 3 | 1 | 1 | 1 | 6  | 2  | +4  |
| Antille Olandesi  | 0    | 3 | 0 | 0 | 3 | 1  | 16 | -15 |

| Port of Spain 21 marzo 2000 | Canada | 0 – 0 | Guatemala |  |

| Port of Spain 21 marzo 2000 | Trinidad e Tobago | 6 – 0 | Antille Olandesi |  |

| Port of Spain 23 marzo 2000 | Canada | 1 – 0 | Antille Olandesi |  |

| Port of Spain 23 marzo 2000 | Trinidad e Tobago | 0 – 0 | Guatemala |  |

| Port of Spain 25 marzo 2000 | Antille Olandesi | 1 – 9 | Guatemala |  |

| Port of Spain 25 marzo 2000 | Trinidad e Tobago | 0 – 2 | Canada |  |

#### Gruppo B
| Squadra    | P.ti | G | V | N | P | GF | GS | DR |
| ---------- | ---- | - | - | - | - | -- | -- | -- |
| Messico    | 7    | 3 | 2 | 1 | 0 | 12 | 3  | +9 |
| Honduras   | 5    | 3 | 1 | 2 | 0 | 5  | 3  | +2 |
| Costa Rica | 4    | 3 | 1 | 1 | 1 | 4  | 7  | -3 |
| Giamaica   | 0    | 3 | 0 | 0 | 3 | 1  | 9  | -8 |

| Guadalajara 4 aprile 2000 | Giamaica | 1 – 2 | Costa Rica |  |

| Guadalajara 4 aprile 2000 | Messico | 2 – 2 | Honduras |  |

| Guadalajara 6 aprile 2000 | Costa Rica | 1 – 1 | Honduras |  |

| Guadalajara 6 aprile 2000 | Messico | 5 – 0 | Giamaica |  |

| Guadalajara 8 aprile 2000 | Giamaica | 0 – 2 | Honduras |  |

| Guadalajara 8 aprile 2000 | Messico | 5 – 1 | Costa Rica |  |

#### Gruppo C
| Squadra | P.ti | G | V | N | P | GF | GS | DR |
| ------- | ---- | - | - | - | - | -- | -- | -- |
| Panama  | 4    | 2 | 1 | 1 | 0 | 2  | 1  | +1 |
| Cuba    | 2    | 2 | 0 | 2 | 0 | 1  | 1  | 0  |
| Bermuda | 1    | 2 | 0 | 1 | 1 | 0  | 1  | -1 |

| Panama 5 aprile 2000 | Panama | 1 – 0 | Bermuda |  |

| Panama 7 aprile 2000 | Cuba | 0 – 0 | Bermuda |  |

| Panama 9 aprile 2000 | Panama | 1 – 1 | Cuba |  |

### Secondo turno

#### Gruppo D
| Squadra     | P.ti | G | V | N | P | GF | GS | DR |
| ----------- | ---- | - | - | - | - | -- | -- | -- |
| Stati Uniti | 4    | 2 | 1 | 1 | 0 | 3  | 0  | +3 |
| Honduras    | 3    | 2 | 1 | 0 | 1 | 2  | 3  | -1 |
| Canada      | 1    | 2 | 0 | 1 | 1 | 0  | 2  | -2 |

| Hershey 21 aprile 2000 | Stati Uniti | 3 – 0 | Honduras |  |

| Hershey 23 aprile 2000 | Canada | 0 – 2 | Honduras |  |

| Hershey 25 aprile 2000 | Stati Uniti | 0 – 0 | Canada |  |

#### Gruppo E
| Squadra   | P.ti | G | V | N | P | GF | GS | DR |
| --------- | ---- | - | - | - | - | -- | -- | -- |
| Messico   | 4    | 2 | 1 | 1 | 0 | 4  | 1  | +3 |
| Guatemala | 4    | 2 | 1 | 1 | 0 | 3  | 2  | +1 |
| Panama    | 0    | 2 | 0 | 0 | 2 | 1  | 5  | -4 |

| Hershey 21 aprile 2000 | Panama | 1 – 2 | Guatemala |  |

| Hershey 23 aprile 2000 | Messico | 1 – 1 | Guatemala |  |

| Hershey 25 aprile 2000 | Messico | 3 – 0 | Panama |  |

### Semifinali
| Hershey 28 aprile 2000 | Stati Uniti | 4 – 0 | Guatemala |  |

| Hershey 28 aprile 2000                       | Messico              | 0 – 0 | Honduras |  |
| \| \| \| \| \| \| Tiri di rigore 4 – 5 \| \| |                      |       |          |  |
|                                              |                      |       |          |  |
|                                              | Tiri di rigore 4 – 5 |       |          |  |

### Finale per il terzo posto
| Hershey 30 aprile 2000 | Messico | 5 – 0 | Guatemala |  |

### Finale
| Hershey 30 aprile 2000 | Honduras | 2 – 1 | Stati Uniti |  |

Si qualificano all'Olimpiade Honduras e Stati Uniti.